# I Dischi dello Zodiaco
I Dischi dello Zodiaco (o, semplicemente, Zodiaco) è stata una casa discografica italiana, sottoetichetta della Vedette, attiva tra il 1969 e il 1986.

## Storia
Nel 1962 il musicista Armando Sciascia fondò a Milano la casa discografica Vedette.
Negli anni a venire Antonio Virgilio Savona (Quartetto Cetra) gli propose di ampliare il campo d'azione della Vedette, creando una sezione popolare-politica simile a quella de I Dischi del Sole.
Sulla scia di tale proposta nacquero la Albatros, specializzata in musica folk, e I Dischi dello Zodiaco (affidata allo stesso Savona), specializzata nel filone popolare-politico che in seguito pubblicò anche gruppi e solisti appartenenti alla corrente della Nueva Canción Chilena come gli Inti-Illimani, i Quilapayún e il cantautore Victor Jara, oltre a vari altri artisti italiani e stranieri.

## Discografia

### LP
| Numero di catalogo | Anno            | Interprete                                                                                      | Titoli |
| ------------------ | --------------- | ----------------------------------------------------------------------------------------------- | --- |
| VPA 8092           | 1970            | Antonio Virgilio Savona e Lucia Mannucci                                                        | Cantilene, filastrocche e ninne nanne                                                                           |
| VPA 8100           | 1970            | Antonio Virgilio Savona e Corrado Pani                                                          | Pianeta pericoloso                                                                                              |
| VPA 8104           | 1969            | Ivan Della Mea                                                                                  | Il rosso è diventato giallo                                                                                     |
| VPA 8114           | 1970            | Giorgio Gaber                                                                                   | Sexus et politica                                                                                               |
| VPA 8127           | 1972            | Autori vari                                                                                     | Che Guevara |
| VPA 8130           | 1971            | Soula Birbili                                                                                   | Le canzoni più belle di M. Theodorakis                                                                          |
| VPA 8131           | 1971            | Mikīs Theodōrakīs                                                                               | L'ostaggio |
| VPA 8132           | 1971            | Canzoniere Internazionale                                                                       | Il bastone e la carota                                                                                          |
| VPA 8135           | 1971            | Canzoniere Internazionale                                                                       | Cittadini e contadini                                                                                           |
| VPA 8139           | 1972            | Canzoniere Internazionale                                                                       | Canta Cuba Libre                                                                                                |
| VPA 8142           | 1972            | Canzoniere Internazionale                                                                       | Questa grande umanità ha detto basta                                                                            |
| VPA 8143           | 1972            | Giovanna Marini                                                                                 | La vivazione |
| VPA 8147           | 1973            | Autori vari (registrazioni originali effettuate da Emilio Sarzi Amadè)                          | Sulle strade del Vietnam                                                                                        |
| VPA 8154           | 1972            | Gruppo Folk Italiano                                                                            | Canti della Resistenza                                                                                          |
| VPA 8156           | 1972            | Daisy Lumini                                                                                    | La donna nel vento                                                                                              |
| VPA 8157           | 1972            | Daisy Lumini                                                                                    | Daisy Lumini canta la vecchia Toscana                                                                           |
| VPA 8158           | 1972            | Coro Del Circolo Musicale A.R.C.I. "A. Toscanini" di Torino diretto da Enrico Lini              | Canti partigiani                                                                                                |
| VPA 8159           | 1972            | Autori vari (a cura di S. Liberovici e L. Trezzini)                                             | Il canzoniere internazionale dei ribelli                                                                        |
| VPA 8160           | 1972            | Autori vari (a cura di M. L. Straniero)                                                         | Canti della Resistenza europea, 1. Cecoslovacchia, Francia, Germania, Ebrei, Albania, Austria, Belgio, Bulgaria |
| VPA 8161           | 1972            | Autori vari (a cura di M. L. Straniero)                                                         | Canti della Resistenza europea, 2. Grecia, Jugoslavia, Italia, Polonia, Portogallo                              |
| VPA 8163           | 1972            | Antonio Virgilio Savona                                                                         | È lunga la strada                                                                                               |
| VPA 8165           | 1972            | Ivan Della Mea                                                                                  | La balorda |
| VPA 8170           | 1973            | Antonio Virgilio Savona e Lucia Mannucci                                                        | Filastrocche in cielo e in terra                                                                                |
| VPA 8171           | 1973            | Autori vari (a cura di M. L. Straniero)                                                         | Canti della Resistenza europea, 3. Romania, Spagna, Ungheria, U.R.S.S                                           |
| VPA 8175           | 1973            | Inti-Illimani                                                                                   | Viva Chile! |
| VPA 8176           | 1973            | Antonio Virgilio Savona e Lucia Mannucci                                                        | Alla fiera de Mastr'André                                                                                       |
| VPA 8195           | 1974            | Quilapayún                                                                                      | Santa María de Iquique                                                                                          |
| VPA 8196           | 1974            | Quilapayún                                                                                      | Basta. Canti rivoluzionari                                                                                      |
| VPA 8197           | 1974            | Autori vari (antologia)                                                                         | Nueva cancion chilena                                                                                           |
| VPA 8204           | 1974            | Americanta (gruppo diretto da Pablo Romero                                                      | Argentina.Canzoni popolari                                                                                      |
| VPA 8207           | 1974            | Inti-Illimani                                                                                   | Inti-Illimani 2 - La nueva canción chilena                                                                      |
| VPA 8213           | 1974            | Isabel Parra                                                                                    | El encuentro |
| VPA 8214           | 1974            | Lucia Mannucci                                                                                  | La bambina gli è della mamma                                                                                    |
| VPA 8215           | 1974            | Gruppo sperimentale di canto popolare (a cura di A. Virgilio Savona)                            | Pescatori e marinai. Canti popolari italiani sulla tematica marinaresca                                         |
| VPA 8216           | 1974            | Isabel Parra e Patricio Castillo                                                                | Vientos del pueblo                                                                                              |
| VPA 8219           | 1974            | Josè Afonso                                                                                     | Portogallo 25 aprile. Grândola Vila Morena                                                                      |
| VPA 8220           | 1974            | Michele L. Straniero                                                                            | Coi comforts della religione                                                                                    |
| VPA 8224           | 1975            | Cofrè Charo                                                                                     | El canto de Chile                                                                                               |
| VPA 8226           | 1975            | Alí Primera                                                                                     | Adiós en dolor mayor                                                                                            |
| VPA 8227           | 1975            | Inti-Illimani                                                                                   | Inti-Illimani 3 - Canto de pueblos andinos                                                                      |
| VPA 8229           | 1975            | Los Folkloristas                                                                                | Dal Mexico |
| VPA 8233           | 1975            | Illapu                                                                                          | Musica andina                                                                                                   |
| VPA 8235           | 1975            | Yamandú Palacios                                                                                | Uruguay. Cancion de nuestro tiempo                                                                              |
| VPA 8241           | 1975            | Charo Cofré e Hugo Arévalo                                                                      | Solo digo companeros                                                                                            |
| VPA 8242           | 1975            | Alí Primera                                                                                     | La patria es el hombre                                                                                          |
| VPA 8243           | 1975            | Canzoniere delle Lame                                                                           | Tu compagno |
| VPA 8245           | 1975            | Quilapayún                                                                                      | El pueblo unido jamás será vencido                                                                              |
| VPA 8248           | 1975            | Daisy Lumini e Beppe Chierici                                                                   | Il paese dei bambini con la testa                                                                               |
| VPA 8251           | 1975            | Autori vari                                                                                     | Generazione Vietnam                                                                                             |
| VPA 8253           | 1975            | Canzoniere delle Lame                                                                           | I canti della baracca di Piazza Maggiore. 18 canti sindacali e di protesta                                      |
| VPA 8259           | 1975            | Il Canzoniere Femminista                                                                        | Canti di donne in lotta                                                                                         |
| VPA 8264           | 1975            | I Piccoli Cantori di Milano diretti da Niny Comolli; narratore Claudio Giannotti e A. V. Savona | Canzoncine di ieri per i bambini di oggi                                                                        |
| VPA 8265           | 1975            | Inti-Illimani                                                                                   | Inti-Illimani 4 - Hacia la libertad                                                                             |
| VPA 8267           | 1975            | Fausto Amodei                                                                                   | Il prezzo del mondo. Canti politico-satirici presentati dal Canzoniere delle Lame di Bologna                    |
| VPA 8270           | 1976            | Manguaré                                                                                        | Cuba hoy |
| VPA 8272           | 1976            | Whisky Trail                                                                                    | Canzoni d'amore e di lotta del popolo irlandese                                                                 |
| VPA 8273           | 1976            | Adriana Martino                                                                                 | Adriana Martino canta Brecht e Eisler                                                                           |
| VPA 8275           | 1976            | Daniel Viglietti                                                                                | Canciones para mi America                                                                                       |
| VPA 8283           | 1976            | Quilapayún                                                                                      | Avanti! Adelante!                                                                                               |
| VPA 8284           | 1976            | Gruppo sperimentale di canto popolare                                                           | Noi chiamammo libertà                                                                                           |
| VPA 8290           | 1976            | Puebla Carlos                                                                                   | Cuba rivoluzionaria                                                                                             |
| VPA 8305           | 1976            | Inti-Illimani                                                                                   | Inti-Illimani 5 - Canto de pueblos andinos vol. II                                                              |
| VPA 8307           | 1976            | Movimento Femminista Romano                                                                     | I canti delle donne in lotta n. 2                                                                               |
| VPA 8310           | 1976            | Gigliola Negri                                                                                  | Gigliola Negri canta Garcia Lorca                                                                               |
| VPA 8311           | 1976            | Enzo Maolucci                                                                                   | L'industria dell'obbligo                                                                                        |
| VPA 8324           | 1976            | Gigliola Negri e Roberto Negri                                                                  | La lunga marcia di Mao Tse Tung                                                                                 |
| VPA 8325           | 1976            | Assemblea Musicale Teatrale                                                                     | Dietro le sbarre                                                                                                |
| VPA 8329           | 1976            | Beppe Chierici                                                                                  | Beppe come Brassens - Storie di gente per male                                                                  |
| VPA 8346           | 1977            | Quilapayún                                                                                      | Patria |
| VPA 8355           | 1977            | Inti Illimani                                                                                   | Inti-Illimani 6                                                                                                 |
| VPA 8376           | 1977            | Il Canzoniere Femminista                                                                        | Amore e potere                                                                                                  |
| VPA 8377           | 1977            | Canzoniere delle Lame                                                                           | Per un discorso comune                                                                                          |
| VPA 8378           | 1977            | Compagni di Scena                                                                               | Due stagioni |
| VPA 8380           | 1978            | Enzo Maolucci                                                                                   | Barbari e bar                                                                                                   |
| VPA 8385           | 1978            | Gigliola Negri, Margot, Michele L. Straniero e il Gruppo Folk Internazionale                    | Il gran verde che il frutto matura: canti anarchici di Pietro Gori                                              |
| VPA 8388           | 1978            | Gigliola Negri e Giorgio Gaslini                                                                | Gershwin |
| VPA 8417           | 1978            | Yu Kung                                                                                         | Festa. Danze e balli popolari                                                                                   |
| VPA 8436           | 18 gennaio 1979 | Antonella Bottazzi                                                                              | Canzoni di muccalle, pecodrilli, cignatte, scimpechi, porchigli & C.                                            |
| MLP 5554           | 1978            | Inti-Illimani                                                                                   | Canto per un seme (elegia)                                                                                      |

### 45 giri
| Numero di catalogo | Anno | Interprete                   | Titoli                                                                 |
| ------------------ | ---- | ---------------------------- | ---------------------------------------------------------------------- |
| VVN 33256          | 1974 | Inti-Illimani e Isabel Parra | El pueblo unido jamás será vencido/Gracias a la vida                   |
| VVE 35525          | 1975 | Inti-Illimani e Pablo Neruda | Omaggio a Neruda (Neruda recita Neruda – Inti-Illimani cantano Neruda) |
| VVN 33265          | 1975 | Quilapayún                   | La batea/Tio caiman                                                    |
| VVN 33266          | 1975 | Inti-Illimani                | Ciudad Ho Chi Minh/Chiloé                                              |
| VVN 33271          | 1975 | Daisy Lumini                 | La storia dell'uomo ricco/Ninna nanna per un bambino del Vietnam       |
| VVN 33277          | 1976 | Inti-Illimani                | El pueblo unido jamás será vencido/Alturas                             |
| VVN 36280          | 1976 | Enzo Maolucci                | Baradel/Omicidio e rapina                                              |
| VVN 36313          | 1979 | Enzo Maolucci                | Bella generazione mia/Passione e follia                                |